# Tunel w Saltash
Tunel w Saltash (ang. Saltash Tunnel) – tunel na drodze A38 w Anglii, w Kornwalii. Jest najdłuższym tunelem w hrabstwie. Tunel otwarto w r. 1988. Długość tunelu wynosi 410 metrów, a przejeżdża przezeń 38 000 samochodów dziennie. Czas życia tunelu obliczany jest na 100 lat. Tunel posiada system wentylacyjny usuwający spaliny, a także jest monitorowany systemem kamer przez całą dobę.